# Тексел (рачунарска графика)
Тексел (од енгл. texel; texture element) је у рачунарској графици основна јединица текстуре. Свака текстура је представљена низом тексела исто као што је и свака слика представљена низом пиксела.
Разлика између пиксела и тексела се да илустровати при разапињању текстуре преко неке површине на екрану. У овом процесу се за сваки пиксел одређује који тексели (или делови тексела) су њиме прекривени и на основу тога му се додељује одговарајућа боја. Може се десити и да на једној слици неки пиксел представља више тексела док истовремено неки тексел бива представљен са више пиксела, што се може посматрати на слици десно. У горњем њеном делу је приказана текстура, а испод је иста разапета на тродимензиони правоугаоник. При дну је ивица тог правоугаоника више него два пута дужа од почетне ивице текстуре, те је потребно да се један тексел растеже на више пиксела. При врху пројекције ове фигуре је ивица отприлике два пута краћа него код текстуре, тако да више тексела бива пресликано на један пиксел.